# 貝瑞塔LTLX 7000泵動式霰彈槍
貝瑞塔LTLX 7000（英語：Beretta LTLX 7000）是一款由意大利的槍械製造商貝瑞塔為個人防衛和執法機關使用而設計和生產的非致命性泵动式防暴霰彈槍，發射12鉛徑散彈和同口徑的非致命性彈藥。

## 設計細節
貝瑞塔LTLX 7000是一款為了鎮壓暴動，以過去的霰彈槍為基礎研發出來的特殊非致命性武器。該槍的特色是更有效發射非致命性散彈或重彈頭（又稱：獨頭彈），令目標可在非致死威力以下被制服。
一般而言，以裝藥發射的非致命性散彈或重彈頭，如果發射距離過近，還是會有殺傷力；但如果距離過遠，又會因為快速失去槍口能量而失去效果。
貝瑞塔LTLX 7000的三紅點瞄準鏡內置了彈道電腦，可以按照射擊距離改變膛室的高壓燃氣壓力。由於裝有這個電子系統，使用者可以無視目標距離地發射非致命性散彈或重彈頭，不會對目標造成過大的傷害，但可以對單方面的抵抗造成相當程度的非致命性衝擊傷害。

## 外部連結
- （英文）—The Firearm Blog—Beretta LTLX7000 shotgun （页面存档备份，存于）
- （英文）—Tactical-Life.com—
  - BERETTA LTLX7000 LESS LETHAL （页面存档备份，存于）
  - Beretta LTLX7000 Smartgun （页面存档备份，存于）
  - Sneak Peek: Beretta LTLX7000 （页面存档备份，存于）
- （英文）—Beretta LTLX7000 Shotgun - 10 Crazy High-Tech Military Weapons That Actually Exist | Complex （页面存档备份，存于）
- （英文）—The Truth About Guns—Beretta LTLX7000 Archives （页面存档备份，存于）